# 駒澤大学應援指導部
駒澤大学 應援指導部ブルーペガサス（こまざわだいがく おうえんしどうぶ ブルーペガサス）は、駒澤大学体育会所属の応援団である。

## 概要
1979年創立。リーダー部、ブラスバンド部、チアリーダー部（ブルーペガサス）の3パートで構成される。主に東都大学野球所属の駒澤大学硬式野球部、大学三大駅伝出場の駒澤大学陸上競技部、駒澤大学アメリカンフットボール部、アイスホッケー部などの応援を行う。
- その他、「大学応援団フェスタ」や、東洋大と亜細亜大と3大学で開催の「鼎の舞」などのイベントに参加する[1]。
- 学内では、6月に「神宮への誘い」、12月に演舞演奏会「天馬祭」[2]などを大学記念講堂にて開催している。

### 沿革
- 1929年　應援團が世田谷区若林の北原白秋邸に赴き駒澤大学校歌の制作を依頼（『應援團誌』[3]）。
- 1949年　國學院大学や専修大学、中央大学、東京農業大学、日本大学と共に6校で「東都大学応援団連盟」を結成。2年後、発展的解消により「全日本学生応援団連盟」が結成された[4]。
- 1950年　「駒澤大學應援團」結成。1968年、大学当局からの解散命令により活動停止となる。
- 1979年　駒澤大学應援指導部ブルーペガサス創立。初代団長：兼平孝信（1980年・81年度）[5]。1950年結成の駒澤大學應援團とは無関係で後継組織ではない。

## 校歌・応援歌

### 駒澤大学校歌
作詞：北原白秋、作曲：山田耕筰（1930年制定）

### 第一応援歌「燃えよ闘魂」
作詞：吉川静夫、作曲：服部正（1953年）
- 歌詞は『燃えよ闘魂』を参照
- リーダー部長がこの曲のセンター指揮を務めることが慣例。

### 第二応援歌「採れよ栄冠」
作詞：北原白秋、作曲：山田耕筰
- 東都大学野球リーグ戦の応援では、春は一番、秋は二番が歌われ、季節によって歌唱部分が異なる。

### 第三応援歌「勝利の翼」
作詞:不明、作曲：不明（成立年：不明）
- 駒澤大學應援團が使用していた応援歌。三番まであるが、二番は口笛による演奏を行うのが特徴である。

### 第四応援歌「飛べよ熱球」
作詞:不明、作曲：不明（成立年：不明）
- 駒澤大學應援團が使用していた応援歌。野球応援でのみ使用される。チアリーダー部がフラッグを唯一使用する応援歌である。第四というナンバリングは現在では使われていない事が多い。

### その他の応援歌
- 応援歌「紅蓮の勝把」
- 応援歌「陽炎」

作詞：幸若遼（41代部員）、作曲：横山（17代ブラスバンド部）（2023年）創部40周年を記念し作成。主に演舞祭「天馬祭｣で披露される。
- 団体歌「青き宣誓」

### 駒大コンバット
- コンバットマーチは「駒大コンバット」と呼ばれる。その流用である駒大苫小牧高「チャンス」は原曲とは細部が若干異なる。それは香田誉士史が駒大苫小牧監督時に駒大コンバットを鼻歌で歌い、吹奏楽部の顧問が譜面に書き起こしたため。
- 早稲田大学のコンバットマーチとは別のもの。

### メドレー楽曲
メドレー楽曲は部員やOB作曲によるオリジナル楽曲が多いことが特徴
- ヒットスペシャル
- ヒットホーミー
- 大打撃
- ファンフーレ
- ハイホー
- チャンスコール
- オオカミのテーマ
- スカイキッド
- コール
- 蒼き翼
- 疾風の撃
- 青龍
- 陽炎
- レボリューション
- コンバットマーチ

## 関係者

### 出身者
- 兼平孝信 - 初代団長（1980・81年度）、盛岡市議会議員（1982年政治卒）[5][11]
- 石原明 - 経営コンサルタント、実業家
- 近藤あや - モデル、タレント